# 툴라현

툴라현의 현장

툴라현의 위치

툴라현(러시아어: Тульская губерния)은 1796년부터 1929년까지 존재했던 러시아 제국의 현으로 현도는 툴라이며 면적은 30,959km2, 인구는 1,419,456명(1897년 당시 기준)이다. 현재의 러시아 툴라주, 오룔주 북동부에 걸쳐 있었다.

## 같이 보기
- 툴라주